# 伏牛溪站 (地铁)
伏牛溪站是位于重庆市大渡口区的重庆轨道交通18号线车站，车站编号18/16，2023年12月28日随18号线一期建成启用。